# Internationale Regierungskommission Alpenrhein
Die Internationale Regierungskommission Alpenrhein (IRKA) ist ein institutioneller Rahmen der grenzüberschreitenden Zusammenarbeit im Alpenrheingebiet (in enger Zusammenarbeit mit der Internationalen Rheinregulierung – IRR). Diese Organisation ist die „politische Plattform“, auf denen die Regierungen von Graubünden, St. Gallen, Liechtenstein und Vorarlberg sowie die zuständigen Bundesstellen in Bern und Wien zum Thema Alpenrhein zusammenarbeiten durch länderübergreifenden Informationsaustausch, Diskussion, Entscheidungsfindung und Planung wasserwirtschaftlicher Maßnahmen am Alpenrhein.

## Geschichte
Seit 1995 verfolgen die Regierungen des Fürstentums Liechtenstein, des Landes Vorarlberg und der Kantone Graubünden und St. Gallen mit einer Koordinationsgruppe Alpenrhein unter der Leitung einer internationalen Regierungskommission eine stärkere Zusammenarbeit. Im Dezember 1998 haben die Regierungen der vier Länder und Kantone eine „Kooperationsvereinbarung Alpenrhein“ abgeschlossen um als übergeordnetes Ziel eine sichere und nachhaltige Entwicklung zum gemeinsamen Nutzen des Alpenrheingebiets zu fördern, insbesondere die Gewährleistung der Hochwassersicherheit, die sparsame und umweltverträgliche Nutzung von Raum und Ressourcen sowie die Erhaltung und Mehrung der Naturwerte am Alpenrhein.
Bekanntestes Projekt ist das Entwicklungskonzept Alpenrhein (EKA) aus 2005, dass von der Internationale Regierungskommission Alpenrhein (IRKA) zusammen mit der IRR vorgelegt wurde (siehe: Rheinaufweitung).

## Ziel und Aufgaben
Hauptziele der IRKA ist im Hinblick auf
- den Hochwasserschutz
- den Grund- und Trinkwasserschutz
- die Ökologie
- die Energiegewinnung

am Alpenrhein Übereinstimmung herzustellen und die Maßnahmen frühzeitig und vorausschauend zu koordinieren. Hierzu treffen sich die Mitglieder der IRKA in der Regel zweimal jährlich zu einer gemeinsamen Kommissionssitzung.

## Zusammensetzung
Die IRKA setzt sich aus Personen aus folgenden Einrichtungen zusammen:
- Bau-, Verkehrs- und Forstdepartement des Kanton Graubünden,
- Regierung des Landes Vorarlberg
- Baudepartement des Kanton St. Gallen
- Ressort Umwelt, Raum, Land- und Waldwirtschaft, Bildungswesen + Soziales Regierungsrat der Regierung des Fürstentums Liechtenstein

## Zukunft Alpenrhein
„Zukunft Alpenrhein“ ist die Plattform der Internationalen Regierungskommission Alpenrhein (IRKA) und der Internationalen Rheinregulierung (IRR).

## Medien
Die Internationale Regierungskommission Alpenrhein und Internationale Rheinregulierung sind seit 2011 Herausgeber der Zeitschrift Alpenrheinzeitung. Die Zeitschrift erscheint halbjährlich in 3000 Druckexemplaren und online.
Ebenfalls betreiben beide Einrichtungen die Webseite: alpenrheinschule.net mit Unterrichtsmaterialien für Schulen und bieten kostenlose Publikationen zu wasserrelevanten Themen in Verbindung mit dem Alpenrhein.